# حمدي عدلي
حمدي عدلي (ولد في 7 فبراير عام 1953) هو لاعب كرة سلة مصري تنافس في دورة الألعاب الأولمبية الصيفية عام 1976.

## روابط خارجية
- حمدي عدلي على موقع الاتحاد الدولي لكرة السلة (الإنجليزية)
- حمدي عدلي على موقع سبورتس رفرنس (الإنجليزية)
- حمدي عدلي على موقع أوليمبيديا (الإنجليزية)